# 지천호
지천호(池千鎬, 1954년 3월 30일 ~ )은 대한민국의 제3·4·6대 충청남도 연기군의원이었다.

## 학력
- 1961.03 ~ 1967.02 금남국민학교 졸업
- 1994 충남대학교 경영대학원 최고경영자과정 수료

## 경력
- 1991 금호식품 영농회사 대표
- 1993 충청남도 농어촌발전 심의위원
- 1993 충청남도 위탁영농회사연합회 회장
- 위탁영농회사 연기군 연합회 회장
- 1993.04 금호식품 대표
- 1997 금남면 체육회 부회장
- 1997 국민신당 충남도당 연기군 지구당 부위원장
- 1997 충청영농조합 대표
- 1998 대전지검 자원봉사협의회 운영위원
- 1998.07 ~ 2002.06 제3대 충청남도 연기군의회 의원
- 2000.07 ~ 2002.06 제3대 충청남도 연기군의회 후반기 부의장
- 2002 ~ 2003 국제로타리 3680지구 금남로타리클럽회 회장
- 2002.07 ~ 2006.06 제4대 충청남도 연기군의회 의원
- 연기군 행정서비스현장 심의위원회 위원
- 푸른연기21 추진협의회 회원
- 연기군 소비자정잭심의위원회 위원
- 연기군 건축위원회 위원
- 금강화로본가 한우전문 정육식당 운영
- 금남초등학교 총동창 회장
- 2010.07 ~ 2011.03 제6대 충청남도 연기군의회 의원
- 2010.07 ~ 2011.03 제6대 충청남도 연기군의회 전반기 윤리특별위원회 위원장

## 수상
- 1990 연기군 농업대상 수상
- 1994 충남도지사 표창
- 1995 충남 농업대상 수상

## 역대 선거 결과
|  | 21.24% |

|  | 43.76% |

|  | 57.35% |

|  | 18.46% |

|  | 23.16% |